# Dmitri Andreyevich Arapov
Dmitri Andreyevich Arapov (tiếng Nga: Дми́трий Андре́евич Ара́пов; sinh ngày 9 tháng 6 năm 1993) là một thủ môn bóng đá người Nga thi đấu cho Ural Yekaterinburg.

## Sự nghiệp câu lạc bộ
Anh ra mắt chuyên nghiệp vào ngày 23 tháng 5 năm 2015 cho F.K. Ural Sverdlovsk Oblast trong trận đấu tại Giải bóng đá ngoại hạng Nga trước F.K. Torpedo Moskva khi thủ môn số một của Ural Nikolai Zabolotny bị đuổi khỏi sân. Anh đá chính trong trận tiếp theo của Ural vào ngày 30 tháng 5 năm 2015 trước F.K. Terek Grozny khi Zabolotny bị cấm thi đấu một trận do nhận thẻ đỏ.

## Thống kê sự nghiệp

### Câu lạc bộ
Tính đến 13 tháng 5 năm 2018
| Câu lạc bộ              | Mùa giải            | Giải vô địch                | Giải vô địch | Giải vô địch | Cúp     | Cúp       | Châu lục | Châu lục  | Khác    | Khác      | Tổng cộng | Tổng cộng |
| Câu lạc bộ              | Mùa giải            | Hạng đấu                    | Số trận      | Bàn thắng    | Số trận | Bàn thắng | Số trận  | Bàn thắng | Số trận | Bàn thắng | Số trận   | Bàn thắng |
| ----------------------- | ------------------- | --------------------------- | ------------ | ------------ | ------- | --------- | -------- | --------- | ------- | --------- | --------- | --------- |
| FC Ural Yekaterinburg   | 2011–12             | FNL                         | 0            | 0            | 0       | 0         | –        | –         | –       | –         | 0         | 0         |
| FC Ural Yekaterinburg   | 2012–13             | FNL                         | 0            | 0            | 0       | 0         | –        | –         | –       | –         | 0         | 0         |
| FC Ural Yekaterinburg   | 2013–14             | Giải bóng đá ngoại hạng Nga | 0            | 0            | 0       | 0         | –        | –         | –       | –         | 0         | 0         |
| FC Ural Yekaterinburg   | 2014–15             | Giải bóng đá ngoại hạng Nga | 2            | 0            | 0       | 0         | –        | –         | 2       | 0         | 4         | 0         |
| FC Ural Yekaterinburg   | 2015–16             | Giải bóng đá ngoại hạng Nga | 9            | 0            | 2       | 0         | –        | –         | –       | –         | 11        | 0         |
| FC Ural Yekaterinburg   | 2016–17             | Giải bóng đá ngoại hạng Nga | 7            | 0            | 1       | 0         | –        | –         | –       | –         | 8         | 0         |
| FC Ural Yekaterinburg   | 2017–18             | Giải bóng đá ngoại hạng Nga | 0            | 0            | 1       | 0         | –        | –         | –       | –         | 1         | 0         |
| FC Ural Yekaterinburg   | Tổng cộng           | Tổng cộng                   | 18           | 0            | 4       | 0         | 0        | 0         | 2       | 0         | 24        | 0         |
| FC Ural-2 Yekaterinburg | 2017–18             | PFL                         | 3            | 0            | –       | –         | –        | –         | –       | –         | 3         | 0         |
| F.K. Volgar Astrakhan   | 2017–18             | FNL                         | 8            | 0            | –       | –         | –        | –         | –       | –         | 8         | 0         |
| Tổng cộng sự nghiệp     | Tổng cộng sự nghiệp | Tổng cộng sự nghiệp         | 29           | 0            | 4       | 0         | 0        | 0         | 2       | 0         | 35        | 0         |